# COST

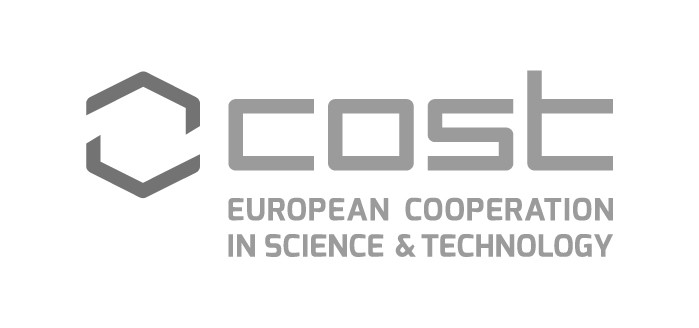
Logo de COST.

Programa Internacional de Cooperación Europea en el Campo de la Investigación Científica y Técnica (COST). (European COoperation in the field of Scientific and Technical Research)
El COST fue creado en 1971 convirtiéndose desde ese momento en la más amplia red europea de colaboración en investigación y su principal objetivo es favorecer la internacionalización de la ciencia y favorecer la integración de los 35 países Europeos más Israel que es estado cooperante que forman la red.  
El fondo COST no financia los proyectos en sí, sino los gastos de coordinación de investigadores entre distintos países. 
COST abarca una amplia gama de campos científicos y tecnológicos, agrupados en:
- Biomedicina y Molecular Biosciences (BMBS)
- Agricultura y Alimentación (FA)
- Bosques, Productos y Servicios (FPS)
- Materiales, Física y Nanociencias (MPNS)
- Química y Ciencia Molecular y Tecnología (CMST)
- Earth System Science & Environmental Management (ESSEM)
- Tecnología de Información y Comunicaciones (ICT)
- Transporte y Desarrollo Urbano (TUD)
- Individuos, Sociedad, Cultura y Salud (ISCH)

## España en el COST
La ventaja de la contribución española es hacer partícipes a los científicos españoles de la mayor red europea de colaboración. 
España, a través del Ministerio de Educación y Ciencia, contribuyó en el año 2006 con el 6,35 % del 5.º Fondo COST, lo que supone un total de 63 461 euros en 168 acciones COST en ámbitos como la biomedicina, alimentación y agricultura, gestión medioambiental, bosques, transporte y desarrollo urbano o tecnologías de la información, entre otros.